# Chip Zien
Jerome Herbert "Chip" Zien (Milwaukee, 20 de marzo de 1947) es un actor estadounidense, reconocido por interpretar el papel de Baker en la producción original de Broadway de la obra Into the Woods. Zien ha aparecido en todos los musicales de la serie "Marvin Stories" creados por William Finn: In Trousers, March of the Falsettos, Falsettoland y Falsettos. Interpretó el papel de Thénardier en la versión de Broadway de Les Misérables y el de Mark Rothenberg en el largometraje United 93, además de aportar la voz de Howard el pato en la película de Willard Huyck de 1986 Howard the Duck.

## Filmografía

### Cine, teatro y televisión
| Año                  | Título                                             | Personaje         | Notas |
| -------------------- | -------------------------------------------------- | ----------------- | ----- |
| 1973                 | Love, American Style                               | Leo               |       |
| 1977                 | Off Campus                                         | Josh              |       |
| 1978                 | CHiPs                                              | Davey             |       |
| 1978                 | Fix-it City                                        | Irving            |       |
| 1979                 | The Rose                                           | Reportero         |       |
| 1981                 | So Fine                                            |                   |       |
| 1981                 | Ryan's Hope                                        | Daniel Thorne     |       |
| 1981–1982            | Love, Sidney                                       | Jason Stoller     |       |
| 1982                 | NBC Special Treat                                  | Jake              |       |
| 1983                 | Reggie                                             | C.J. Wilcox       |       |
| 1984                 | The House of God                                   | Eddie             |       |
| 1984                 | Grace Quigley                                      | Dr. Herman        |       |
| 1985                 | As the World Turns                                 |                   |       |
| 1986                 | Cheers                                             | Jeff Robbins      |       |
| 1986                 | Howard the Duck                                    | Howard el pato    |       |
| 1987                 | Into the Woods                                     | Baker             |       |
| 1987                 | Shell Game                                         | Bert Luna         |       |
| 1987                 | Hello Again                                        | Reportero         |       |
| 1989                 | Newhart                                            | Sr. Jenkins       |       |
| 1990                 | Thirtysomething                                    | Dr. Verny         |       |
| 1990–1993, 2001–2002 | Law & Order                                        | Cromwell          |       |
| 1991                 | American Playhouse                                 | Baker             |       |
| 1992                 | Black Death                                        | Dr. Lionel Katz   |       |
| 1994                 | Mrs. Parker and the Vicious Circle                 | Franklin P. Adams |       |
| 1995                 | The Wright Versicts                                | Fred Keller       |       |
| 1995                 | Aaron's Magic Village                              | Treitel           |       |
| 1995                 | Cagney & Lacey: The View Through the Glass Ceiling | Douglas Trayne    |       |
| 1995–1997            | Almost Perfect                                     | Gary Karp         |       |
| 1996                 | Cagney & Lacey: True Convictions                   | Trayne            |       |
| 1997                 | Wings                                              | Bippy             |       |
| 1997                 | Profiler                                           |                   |       |
| 1998                 | Snake Eyes                                         | Mickey Alter      |       |
| 1998                 | The Siege                                          |                   |       |
| 1998–2001            | All My Children                                    | Donald Steele     |       |
| 1999                 | Guiding Light Aidan Heath                          |                   |       |
| 1999                 | Breakfast of Champions                             | Andy Wojeckowzski |       |
| 1999                 | Now and Again                                      | Gerald Misenbach  |       |
| 1999                 | Cosby                                              | Max               |       |
| 1999                 | Brooklyn Thrill Killers                            | Harry Lieberman   |       |
| 2000                 | Judging Amy                                        | Dr. Ken Baker     |       |
| 2000                 | Madigan Men                                        | Sr. Wolfe         |       |
| 2000–2001            | Deadline                                           | Sammy Klein       |       |
| 2001                 | Son of the Beach                                   | Larry Big         |       |
| 2003                 | CSI: Crime Scene Investigation                     | Abogado           |       |
| 2006                 | United 93                                          | Mark Rothenberg   |       |
| 2006                 | Inseparable                                        | Len               |       |
| 2008                 | The Verdict                                        |                   |       |
| 2008                 | Lipstick Jungle                                    | Andrew            | Serie |
| 2009                 | Rosencrantz and Guildenstern Are Undead            | Dr. Marsh         |       |
| 2009                 | Rescue Me                                          | Arthur Frost      |       |
| 2009                 | The Good Wife                                      | Lee Sutman        |       |
| 2010                 | Ugly Betty                                         | Frank             |       |
| 2012                 | Commentry                                          | Clifford Blowman  |       |
| 2013                 | That's News to Me                                  | Dr. Henschel      |       |
| 2016                 | Chicago P.D.                                       | Juez Lurman       |       |
| 2016                 | Mozart in the Jungle                               | Larry             |       |
| 2017                 | Approaching a Breakthrough                         |                   |       |
| 2017                 | Little Evil                                        | Terapeuta         |       |
| 2018                 | Bull                                               | Profesor Jameson  | Serie |
| 2018                 | House of Cards                                     | Dr. Charles Roswn | Serie |
| 2019                 | City on a Hill                                     | Adam Corso        |       |